# Barreiros (Amares)
Barreiros é uma povoação portuguesa sede da Freguesia de Barreiros do Município de Amares, freguesia com 2,99 km² de área e 739 habitantes (censo de 2021), tendo, por isso, uma densidade populacional de 247,2 hab./km².

## Demografia
A população registada nos censos foi:
| Distribuição da População por Grupos Etários | Distribuição da População por Grupos Etários | Distribuição da População por Grupos Etários | Distribuição da População por Grupos Etários | Distribuição da População por Grupos Etários |
| -------------------------------------------- | -------------------------------------------- | -------------------------------------------- | -------------------------------------------- | -------------------------------------------- |
| Ano                                          | 0-14 Anos                                    | 15-24 Anos                                   | 25-64 Anos                                   | > 65 Anos                                    |
| 2001                                         | 141                                          | 108                                          | 347                                          | 106                                          |
| 2011                                         | 117                                          | 102                                          | 401                                          | 140                                          |
| 2021                                         | 87                                           | 91                                           | 403                                          | 158                                          |

## História
Integrava o concelho de Entre Homem e Cávado, extinto em 31 de dezembro de 1853, data em que passou para o concelho (atual município) de Amares.